# A20 (motorväg, Schweiz)
A20 är en motorväg i Schweiz som går runt Zürich.